# EV Близнецов
EV Близнецов (лат. EV Geminorum) — одиночная переменная звезда в созвездии Близнецов на расстоянии (вычисленном из значения параллакса) приблизительно 12 666 световых лет (около 3 883 парсек) от Солнца. Видимая звёздная величина звезды — от +17m до +15,5m.

## Характеристики
EV Близнецов — красная углеродная пульсирующая медленная неправильная переменная звезда (LB) спектрального класса C5,5, или C(R). Эффективная температура — около 3304 К.